# Бошко Михајловић
Бошко Михајловић (Нови Сад, 10. октобар 1971) је бивши српски фудбалер.

## Каријера
Професионалну каријеру је започео у ФК Пролетер Зрењанин 1992. године, за који је званично одиграо 125 утакмица и постигао 26 голова. Године 1997. пружио је одличне партије против Локомотиве Нижњи Новгород и Макаби Хаифе против које је постигао и погодак у победи Пролетера од 4:0 у, тада познатом Интертото купу, отишао је на Пелопонез и потписао уговор за локални клуб из Патре, ФК Панахаики. Екипа Панахаикија није успела да прође такмичење по групама Интертото купа завршивши на четвртој позицији.
Након две године играња за Панахаики он се сменом тренера грчког клуба вратио у Србију да би потписао уговор за ФК Рад Београд као нападач са бројем 14. Након две успешне сезоне у Раду, Михајловић се 2000. године вратио у клуб у којем је започео професионалну каријеру, ФК Пролетер Зрењанин.
Године 2002, задобио је повреду на првенственој утакмици. Лекари су утврдили покидане лигаменте левог колена, дугу паузу и повреду која ће му завршити професионалну каријеру.
Након дуже паузе наставио је да се бави фудбалом али у нижеразредном клубу ФК Младост Универзал-Лукс Лукићево као играч-тренер. Након веома успешног вођења клуба пребацио се у ФК Нафтагас Елемир где је и коначно завршио своје активно играње фудбала.